# Demetrio Jiménez Sánchez-Mariscal
José Demetrio Jiménez Sánchez-Mariscal, O.S.A. (Los Cerralbos, 8 de outubro de 1963 - Buenos Aires, 23 de outubro de 2019) foi um bispo agostiniano espanhol naturalizado argentino, bispo prelado de Cafayate.

## Vida
Demetrio Jiménez Sánchez-Mariscal frequentou o Seminário Menor San Agustín em Valência. Em 1980 ingressou na Congregação Agostiniana de Santa María de la Vid em La Vid y Barrios. De 1981 a 1987 estudou no Colégio Teológico Agostiniano de Los Negrales perto de Madrid, afiliado à Universidade Pontifícia Comillas. Fez sua profissão em 1986 e recebeu o Sacramento da Ordem em 23 de junho de 1988 no Mosteiro de Santa María de la Vid pelo Bispo de Palencia , Nicolás Antonio Castellanos Franco OSA. De 1987 a 1989 estudou filosofia na Pontifícia Universidade São Tomás de Aquino. Em 1994 completou o mestrado em estudos religiosos na Universidade de Comillas. Foi Tesoureiro do Mosteiro de Santa María de la Vid (1989-1995) Vigário Paroquial da Igreja de San Manuel e San Benito em Madrid (1995-1999). Em 1999 assumiu várias funções religiosas na Argentina e no Uruguai .
Em 10 de fevereiro de 2014, o Papa Francisco o nomeou Prelado de Cafayate. A consagração episcopal doou-lhe seu antecessor Mariano Moreno García OSA em 10 de maio do mesmo ano. Os co -consagradores foram o Arcebispo Emérito do Paraná, o Cardeal Estanislao Esteban Karlic, e o Arcebispo de Salta, Mario Antonio Cargnello.
Ele morreu um ano depois de ser diagnosticado com câncer.